# Harold Elliot Varmus
Harold Elliot Varmus (Oceanside, EUA 1939) és un immunòleg, microbiòleg i professor universitari estatunidenc guardonat amb el Premi Nobel de Medicina o Fisiologia l'any 1989.

## Biografia
Va néixer el 18 de desembre de 1939 a la ciutat d'Oceanside, població situada a l'estat de Nova York. Va estudiar literatura anglesa del segle xvii a la Universitat Harvard, on es va graduar el 1962, però posteriorment va estudiar medicina a la Universitat de Colúmbia. Inicià la seva tasca mèdica en una missió a Bareilly (Índia), però per evitar ser enviat a la Guerra del Vietnam decidí ingressar a l'Institut Nacional de Salut, del qual posteriorment en fou director entre el 1993 i el 2000. Anteriorment, però, treballà a la Universitat de San Francisco, en la qual fou nomenat l'any 1982 professor de bioquímica i biofísica.

## Recerca científica
Durant la seva estada a San Francisco inicià les seves col·laboracions amb John Michael Bishop, centrant-se principalment entre la relació entre els virus i les causes del càncer, descobrint el primer oncogèn retroviral, denominat V-Src. Contra el que es creia ambdós científics aconseguir demostrar que els gens cancerígens no són oriünds dels virus que els transmeten, sinó que aquests els prenen de cèl·lules sanes.
L'any 1989 els dos científics foren guardonats amb el Premi Nobel de Medicina o Fisiologia pel descobriment dels orígens dels oncògens retrovirals.